# Бабинський цукровий завод
Ба́бинський цукровий завод (також Бабинська цукроварня, Бабино-томахівський цукрозавод) — підприємство з виробництва цукру в селі Бабин, Рівненської області.

## Історія. Початок
Бабинський цукрозавод закладено у квітні 1913 року на тогочасній північній околиці села Бабин. Засновник Піхно Д.І. та інші. До складу підприємства входив мурований механічний млин у сусідньому селі Томахів, який до цього був побудований Піхном Д.І. на річці Горинь. Цукрозавод затверджено як підприємство 12 квітня 1913 року, здано в експлуатацію 20 травня 1913 року, запущено восени 1913 року. На перший сезон 1913-14 років у користуванні цукрозаводу було 850 гектарів землі та випущено 13 760 центнерів цукру. Перший сезон виявився цілком збитковим. 28 липня 1914 року розпочалася Перша світова війна, а згодом Українська національна революція. Завод не працював у зв'язку з воєнними діями та періодичним безвладдям. У середині травня 1919 року під час оборони 1-ю Північною дивізією Дієвої Армії УНР Гощі й Тучина від більшовиків, на території цукрозаводу розміщувався санітарно-перев'язочний пункт. Згодом через брак лікарів та санітарів його передислокували до Рівного. По завершенню бойових дій, з кінця 1923 року в Бабині оселилися інтерновані офіцери й козаки Армії УНР на чолі з генералом-хорунжим Євгеном Білецьким, всього біля ста осіб. Не зважаючи на всі труднощі група була організованою, зокрема створили при цукрозаводі різного роду гуртки культурно-освітнього напрямку. Театральний гурток, струнний оркестр, світський і духовний хор, тощо.

## Міжвоєнний період
У 1921 році цукрозавод належав Бубнову В. М. З 17 жовтня 1922 року чеському концерну Шкода. На сезон 1923—1924 років запрацював і в його користуванні на цей час було 1257 га землі. За наступний сезон 1924-25 рр., завод випустив 26 930 центнерів цукру кристалу. Переробка буряків за добу становила 4 000 центнерів, виготовлення цукру за добу 560 кг. Для порівняння показники інших заводів у Волинському воєводстві за той же сезон: «Karwice Ozierany» в Мізочі 6 000 центнерів буряків та 840 кг, цукру на добу, всього за сезон 33 450 центнерів цукру. Корецький цукрозавод 3 500 центнерів буряків, 490 кг, цукру на добу, всього за сезон 18 010 центнерів цукру. Шпанівський цукрозавод 3 450 центнерів буряків, 480 кг, цукру, всього 25 730 центнерів цукру. У 1924 році на Бабинському цукрозаводі було задекларовано 250 робітників. Для порівняння на Шпанівському — 270, Житинському — 216, Корецькому — 410. На сезон 1924-25 років їх кількість було збільшено до 355 осіб.
У 1924—1926 рр., одним зі співвласників був граф Роман Антоній Потоцький. На 1930-й рік у власності Бабинського цукрозаводу 89 десятин землі в Бабині, всього у користуванні — 1500 га землі. За сезон 1931-32 рр., завод випустив 29 581 центнер цукру кристалу з плантацій у 1500 га. Для порівняння того ж року Корецький цукрозавод випустив 20 528 центнерів з плантацій у 769 га. Поставки готової продукції здійснювалися залізничним сполученням та річковим, через Горинь, Прип'ять, Західний Буг та Віслу до порту Ґданськ. Відстань залізницею від Бабинського цукрозаводу (пункт Рівне) до Ґданська становила 40/819 км. Фрахтова ставка на 1925 рік 923 злотих за 10 000 кг, цукру. Для порівняння, нинішня відстань трасою з Бабина до Ґданська складає 913 км. Всього у міжвоєнний період з 1921 по 1939 роки на території Волинського воєводства функціонувало п'ять цукрозаводів: Бабинський, Житинський, Корецький, Мізоцький та Шпанівський. У 1925-33 році назва «Babino-Tomachowska Cukrownia» Spółka Akcyjna. «Ludwik Tuczek i S-ka». В управлінні чеськими підприємцями. Адміністративно завод розташовувався з 1921 по грудень 1933 року в Бугринській ґміні, Рівненського повіту, Волинського воєводства, з грудня 1933 року села Бабин та Чорні Лози були передані до Рівненської ґміни. У 1931-38 роках скорочена телеграфічна адреса в офісі міста Рівне — «Cukrobabin». Головний офіс у Варшаві по вул. Наполеона 3. Статутний капітал Акціонерної Спілки Бабино-томахівська цукровня на 1930 рік складав 840 000 злотих. Поділений на 8 400 акцій по 100 злотих кожна. Резервний капітал підприємства 358 344 злотих, амортизаційний капітал 2 111 758 злотих.
Цукрозавод поділявся на 10 відділів (1937):
- Відділ дифузії
- Відділ збору цукрового соку
- Відділ сокових помп
- Відділ підігріву соку
- Відділ кристалізації цукру
- Відділ центрифуги
- Відділ відсіків (меляса)
- Відділ магазинів цукру (3 магазини)
- Відділ котельні
- Відділ водопостачання

Обладнання та устаткування Бабинського цукрозаводу (1938):
- Батарея дифузійна на 12 дифузорах
- Два цегляні котли дефекації
- Піч для вапна системи «Kherna» ємністю 30 метрів кубічних
- Дві сатурації по два котли в кожній, системи «Szerenkowski» i «Bormana»
- Грязьовик системи «Abrahama» 5 pow. f. 225 m2.
- Тяга системи «Roberta» на 4 відділи
- Два варники цукриці. Три центрифуги «Westona» В 48×610 mm. Судомний конвеєр системи «Kreissa». Підйомник цукру системи «Ewarta». Три судомних конвеєри системи «Kreissa» із сегрегатором цукру.
- Центральна парова машина «Szulca» КМ-400 при 100 оборотах за хвилину, з газовим циліндром.
- Вітровниця змінного струму марки «Bergman»
- Котельня. 5 котлів парових системи «Manieur». 1 котел системи «Fairbairne'a». 1 котел системи «Lancachir». 2 автомати до потужності котлів системи «Michaelis'a»

При Бабино-томахівській цукроварні була власна ектрична станція — Siec elektryczna «Babin», що складалася з двох об'єктів. Від першої підстанції в Бабині живилися села: Чорні Лози, фільварок Турчин, Підліски, Дмитрівка, Рясники, Дорогобуж і Подоляни. З другої підстанції в містечку Гоща електропостачання отримували: Мнишин, Гоща, Шкарів, Горбаків, Томахів, Іллін та сусідній з ним фільварок Уланівець, Пруси, Бугрин та Новоставці. На підприємстві також працювали мешканці сусідніх сіл: Антопіль, Дмитрівка, Дорогобуж, Іллін, Підліски, Рясники, Томахів, Чорні Лози. У 1932-33 рр., при цукроварні було відкрито власну пекарню. Щоб не возити хлібо-булочні вироби за 18 км з Рівного, керівництво цукровні отримало дозвіл у повітовому старостві на відкриття власної хлібопекарні. При заводі функціонувала їдальня (пол. — Sala Ogólna dla robotników sezonowych), на кшталт сучасного фаст-фуду. На території заводу проводилися змагання робітників з волейболу та футболу. Заробітня платня на основних посадах цукрозаводу без вирахування податку (28 %) станом на 1930 рік у польських золотих: Директор — 2 060, головний бухгалер — 890, помічник бухгалтера — 603, інспектор плантацій — 1 010, помічник інспектора плантації — 340, змінний інженер — 738, механік — 652, скарбаник — 603, магазинер — 333, економ — 335, табельовий -— 360, кореспондент — 243, експедитор — 503, помічник експедитора — 309, плантатор — 283—223, ваговий — 308, хімік — 607,70, районний — 305, писар — 287—220, кагатовий — 219,80.

## Друга світова війна
З приходом у вересні 1939 року більшовиків, Бабинський цукрозавод був націоналізований радянською владою. Адміністративно відносився до новоствореного Гощанського району куди увійшли села Бабин і Чорні Лози. З початком Німецько-радянської війни, у кінці червня 1941 року цукрозавод зазнав бомбардувань та артилерійського обстрілу. Частину обладнання було знищено при відступі Червоною армією. Зокрема завалився основний димар цукрозаводу в який влучив снаряд.

## Радянська доба та сучасність
На початку лютого 1944 року Бабин знову зайняла Червона Армія і завод вдруге націоналізовано радянською владою. В період 1950-70-х років при заводі було створено власну автоколону, новий технічний ставок, відстійники, кагатне поле для буряків, нову жомову яму, стрічкову подачу жому до ферми розташованої поруч, побудовано двоповерхові квартирні будинки для працівників, стадіон, тощо. В селі при цукрозаводі функціонувала футбольна команда "Цукровик Бабин". Окрім того реконструювано бурякопереробне та сокоочисне відділення, станцію фільтрації. Побудувано новий цукровий склад, склад мішкотари, естакади для транспортування буряків і жому, змонтувано нову ємність для зберігання меляси та білоко каменю. Станом на 1973 рік у користуванні цукрозаводу 2485 га землі, в тому числі 1945 га орної землі. Відомо, що в 1970-х роках до Бабина приїздив засновник цукроварні Василь Шульгін, який проживав на той час у Росії.У 1991 році збудовано нове сучасне приміщення продуктового цеху, а з 2001 року завод працює по трьохпродуктовій схемі з рафінацією цукру останнього продукту. Паралельно з реконструкцією виробничих цехів, розширялась та вдосконалювалась енергетична база підприємства і вапнякове господарство. Потужність заводу доведена до 1500 тон на добу.З 6 січня 1993 року цукрозавод як приватна власність. З 1996 року підприємство «Бабино-Томахівський цукровий завод» реорганізовуване у «ВАТ Бабино-Томахівський цукровий завод». З 1998 року власником ВАТ «Бабини-Томахівський цукровий завод» стала компанія «Фіко», створивши ТзОВ «Бабин-цукор». З 1 лютого 2004 року іноземний інвестор Орест Скібінський купує ПП «ОВАС», структурним підрозділом якого є ПП «ОВАС - цукор» Бабино - Томахівський цукровий завод, що повністю належить іноземному інвестору. Розмір статутного капіталу підприємства на 6 липня 2006 року — 13 888 151 грн.
З 2012 року Бабино-томахівський цукрозавод не працює.

## Відомі керівники цукрозаводу
- Маранц Ґжегож (пол. - Maranc Grzegorz)  —  директор у 1924 - 1927
- Вацлав Заградник  (пол. - Ins. W. Zahradnik) — директор у 1927 - 1930
- Шепчиньський Леон  (пол. - Szepczyński Leon) — директор у 1930 - 1939
- Пивоваренко Андрій — директор з липня 1941 по листопад 1943
- Могила Геннадій — директор поч.1970-х
- Міщанин Ольга Дмитрівна — директор на 6 липня 2006
- Марчук Володимир  — директор на 2008